# Functionele nabij-infrarood spectroscopie

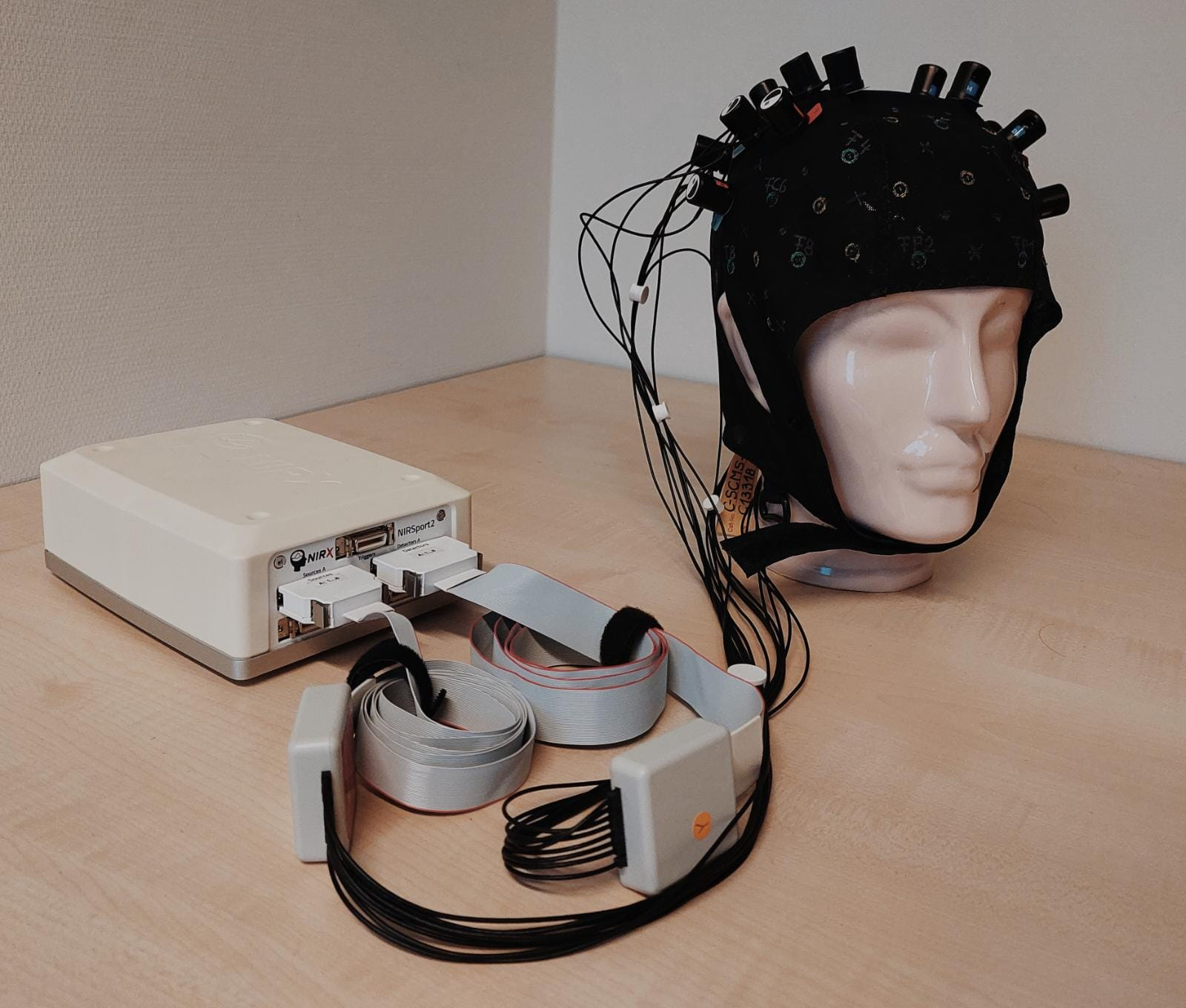
fNIRS systeem, vooraanzicht

Functionele nabij-infrarood spectroscopie (fNIRS) is een neuroimaging-techniek die veranderingen in de oxygenatie van het bloed in de hersenen meet. Onderzoekers kunnen via deze techniek niet-invasief veranderingen in de bloedstroom en de zuurstofvoorziening van de hersenen in kaart brengen om zo de activiteit van verschillende hersengebieden tijdens bepaalde taken of stimuli te meten. Andere technieken zoals fMRI en EEG gingen fNIRS voor.

## Beschrijving

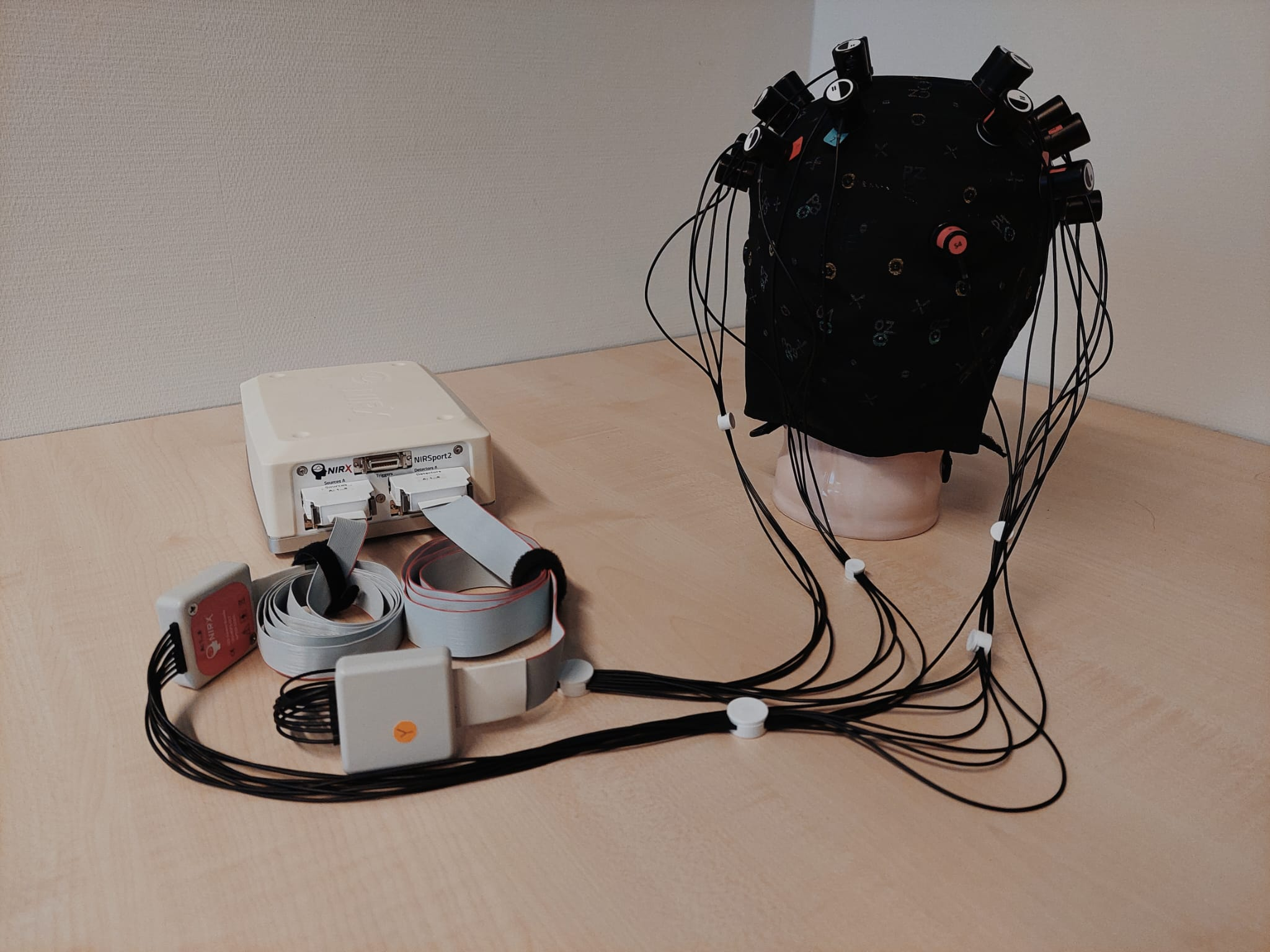
fNIRS systeem, achteraanzicht

Door fNIRS kunnen onderzoekers hersenactiviteit meten om zo de werking van de hersenen te onderzoeken. Het voordeel van de techniek is dat deze kan worden toegepast op kinderen. De methode van fNIRS houdt in dat infrarood licht op de schedel wordt geprojecteerd met een wisselende golflengte tussen 650 en 950 nanometer. Vergeleken met andere meetmethoden heeft fNIRS een hogere temporele resolutie. Het licht gaat door de schedel heen en wordt gebroken door de hersenen. Het gebroken licht wordt vervolgens opgevangen door een detector. Tijdens het gebruik van fNIRS wordt aan een proefpersoon een stimulus gepresenteerd, waardoor er een verhoogde bloedtoevoer is in het desbetreffende hersengebied. Hierdoor ontstaan er schommelingen in bloedeiwitten zoals hemoglobine. Het hemoglobine gehalte neemt toe en deoxyhemoglobine (Hbr) neemt af tijdens het presenteren van de stimulus. Er worden BOLD-signalen gebruikt om deze hemoglobinestroom te meten. Tevens is er een controle stimulus waaruit een basislijn wordt vastgesteld. Vergelijking tussen deze basislijn en de intensiteit van het licht wordt opgevangen tijdens het presenteren van de stimulus. Verandering in lichtintensiteit geeft de reactie van de bloedeiwitten weer.

## Geschiedenis
FNIRS maakt gebruik van de principes van de NIRS, ofwel de nabij-infraroodspectroscopie. De geschiedenis van NIRS begon in de 19e eeuw. In de 19e eeuw werd het nabij infrarood gebied (NIR) ontdekt door William Herschel.
NIRS wordt voor verschillende doeleinden gebruikt, waaronder biomedische wetenschappen, gebiedsanalyses en in de chemische industrie. Het werd pas halverwege de jaren zestig van de twintigste eeuw toegepast in de praktijk van de industrie om analyses te maken. Dit kwam door de snelle, niet-destructieve techniek van NIRS. In 1980 werd NIR spectroscopie gebruikt door Karl Norris voor kwaliteitsbeoordelingen voor producten in de landbouw.
Glenn Milikan is de uitvinder van optische methoden in de jaren veertig van de twintigste eeuw. Biochemische specificiteit, temporele resolutie, de mogelijkheid om tegelijkertijd intracellulaire/intravasculaire gebeurtenissen te meten en het gemak waarmee apparaten kunnen worden vervoerd worden benoemd als de belangrijkste voordelen van optische methoden.
De grondlegger van in vivo NIRS is Frans Jöbsis. In 1977 ontdekte hij dat de relatief hoge mate van hersenweefseltransparantie in het NIR-bereik ervoor zorgt dat niet-invasieve detectie van aan hemoglobine gebonden zuurstof met behulp van transilluminatie spectroscopie mogelijk is. Jöbsis en zijn collega’s gebruikten in 1985 deze techniek om cerebrale oxygenatie bij zieke pasgeboren baby’s te bestuderen.
Marco Ferrari begon in 1980 prototype NIRS-instrumenten te gebruiken om veranderingen in het zuurstofgehalte van de hersenen in experimentele diermodellen en volwassen mensen te meten.
In 1984 ontwikkelde David Delpy verschillende NIRS-instrumenten. Drie jaar later rapporteerde hij de eerste kwantitatieve meting van verschillende oxygenatieparameters en hemodynamische parameters bij zieke pasgeboren baby’s.
De eerste nabij-infraroodfoto's van het menselijk weefsel dateren terug tot 1989. Toen werd de eerste eendimensionale transilluminatie van de zuurstofvoorziening van de menselijke hand gemaakt door Jarry. Dit werd mogelijk gemaakt door twee gepulseerde NIR-lasers. Hierbij werd later geconcludeerd dat de lasers in neuroimaging kunnen worden toegepast.
Van 1980 tot 1995 kwamen er nog negen bedrijven bij die betrokken waren bij de ontwikkeling van NIRS prototypes.
In 1990 werd BOLD (Blood Oxygenation Level Dependent) voorgesteld voor mogelijk gebruik in functionele studies van de hersenen. Met de publicatie van drie artikelen begon in 1992 het tijdperk van op BOLD gebaseerde functionele MRI (fMRI).
De eerste fNIRS onderzoeken bij mensen werden uitgevoerd in 1991 en 1992. De metingen werden uitgevoerd op één locatie en werden gepubliceerd in 1993 door vier onderzoeksgroepen.
De noodzaak om tegelijkertijd corticale oxygenatie in verschillende hersengebieden in kaart te brengen werd gesuggereerd door de eerste single-site fNIRS onderzoeken. Het nut van tegelijkertijd verschillende corticale gebieden te meten door fNIRS werd aangetoond in 1993.
Het tijdschrift Neuroimage begon fNIRS studies te publiceren in 1997 met het artikel van Hoshi & Tamura.

## Toepassing
fNIRS heeft verschillende toepassingen in de psychologie.

### Operaties en onderzoek
Voor de ontwikeling van niet-invasieve neuroimaging technieken werden invasieve methodes gebruikt, omdat anderen non-invasieve breinscans niet voldeden aan de benodigde specificiteit. fNIRS kan voor verschillende operaties als navigatiekaart dienen zonder invasief te moeten handelen. fNIRS kan ook gebruikt worden om onderzoek te doen naar bloedtoevoer en het metabolisme van zuurstof in het brein. Dit geeft de mogelijkheid om onderzoek te doen naar cognitieve capaciteiten via fNIRS. Verder is fNIRS door zijn lagere ruimtelijke resolutie ook minder gevoelig voor bewegingen, wat de mogelijkheid biedt om de effecten van fysieke activiteiten op het cognitief functioneren te meten.

### Hersenziektes
fNIRS biedt mogelijkheden tot het onderzoeken en opereren van het brein en het in kaart brengen van ziektebeelden. Hierdoor heeft fNIRS nader onderzoek naar epilepsiemogelijk gemaakt. Hierbij is geconstateerd dat er een afname is in bloedtoevoer in de frontale regio tijdens een epilepsieaanval. Ook zou fNIRS in de toekomst kunnen helpen in het onderscheiden van cognitieve problematiek van alzheimer.

### Game-besturing en onderzoek
Een toepassing van fNIRS is het gebruik van hersenactiviteit bij het besturen van spellen. Deze spellen kunnen ingezet worden voor educatieve doeleinden en bij het revalideren van patiënten.
fNIRS kan op meer manieren gebruikt worden dan andere neuroimaging technieken.  Zo wordt fNIRS gebruikt bij het meten van hersenactiviteit gedurende fysieke inspanning. Zoals al eerder benoemd heeft fNIRS een lage ruimtelijke resolutie, wat zorgt voor  minder gevoeligheid voor beweging, daardoor is fNIRS geschikt voor pediatrisch onderzoek of onderzoek naar beweging.

## Vergelijking met andere technieken

### fNIRS versus fMRI / fNIRS en fMRI
Zowel fNIRS als fMRI meet de bloed-oxygenatie-niveau-afhankelijke respons. Dit doen ze beiden op een andere wijze. fNIRS maakt gebruik van verschil in absorbering van infrarood licht: zuurstofrijk bloed absorbeert golflengten boven de 800 nm en zuurstofarm bloed absorbeert golflengten onder de 800 nm. fMRI maakt gebruik van van verschil in magnetische eigenschappen van bloed: zuurstofrijk bloed is diamagnetisch en geeft een hoog fMRI-signaal, en zuurstofarm bloed is paramagnetisch en geeft een laag fMRI-signaal. Wanneer er veel zuurstofrijk bloed naar een bepaald hersengebied gaat, dan wordt het fMRI-signaal sterker.
Een ander contrast is dat de ruimtelijke resolutie van fMRI enkele millimeters is, terwijl de ruimtelijke resolutie van fNIRS meer in het bereik van één tot twee centimeter ligt. fNIRS is afhankelijk van maar een paar elektroden, waardoor fMRI een veel grotere nauwkeurigheid heeft.
De lagere ruimtelijke resolutie van fNIRS heeft ook een voordeel: fNIRS is vergeleken met fMRI minder gevoelig voor beweging en daarom erg geschikt voor pediatrisch onderzoek of onderzoek naar beweging.

### fNIRS versus EEG / fNIRS en EEG
In onderzoek kunnen fNIRS en EEG elkaar aanvullen. Wanneer EEG en fNIRS worden samengevoegd, krijgen de onderzoekers een vollediger beeld van de activiteit in de hersenen dan wanneer de technieken apart worden toegepast: fNIRS meet de verandering in zuurstofmetabolisme in het bloed wanneer een hersengebied actief wordt en EEG meet het elektromagnetische veld dat ontstaat wanneer neuronen in de hersenen vuren. Door EEG en fNIRS te combineren, wordt een completer beeld van hersenactiviteit verkregen. Zo kan de activatie van neuronen en de resulterende verandering in het metabolisme van neuronen bekeken worden.

### DOI en fNIRS
Diffuse optische beeldvorming (afkorting: DOI) ook wel diffuse optische tomografie (afkorting DOT) genoemd is een medische optische beeldvorming die aan de hand van nabij-infrarood licht beelden maakt van het lichaam. Het weefselcontrast in DOI wordt afgeleid door het meten van het hemoglobinegehalte. Dit maakt het meten van het bloedvolume en de weefseloxygenatie (zuurstofstatus) mogelijk maakt. DOI wordt klinisch gebruikt bij het vaststellen van de diagnose van borstkanker en therapiebewaking en als beoordeling van cerebrale gezondheid.
Bij fNIRS wordt er gebruik gemaakt van de optische beeldvorming diffuse optische tomografie. Deze afbeeldingen kunnen naar 3D worden afgeleid. DOT heeft een lage resolutie.

### Functionele echografie
Functionele echografie (afkorting: fUS) is een medische neuroimaging gereedschap die veranderingen in neurale activiteit en metabolisme detecteert en meet.Bij hersenactiviteit wordt de snelheid van de bloedstroom en bloedvolumes gemeten. fUS is een ultrasone beeldvorming methode die reacties meet die specifiek zijn, dit maakt de beeldvorming van bloedstroom mogelijk.
fUS beeldvorming is niet invasief en heeft weinig ruis.  fUS heeft een hogere spatio temporele resolutie dan fNIRS.